# Alessandro Cortinovis
Alessandro Cortinovis (Seriate, 11 novembre 1977) è un ex ciclista su strada italiano.
Professionista dal 1999 al 2007, colse vittorie solo tra i dilettanti, ma partecipò a tutti i Grandi Giri e a tutte le classiche monumento.

## Carriera
Cortinovis in carriera non ha mai ottenuto vittorie da professionista, sfruttando le caratteristiche da passista per lavorare come gregario. Nella quinta tappa della Vuelta a España 2003 fu coinvolto in una caduta che gli procurò la frattura della mascella e la perdita di quattro denti. Annunciò il suo ritiro al termine della stagione 2007.

## Palmarès
- 1999 (Dilettante)

Coppa Città di Asti
Trofeo Alta valle del Tevere
Trofeo Edil C

## Piazzamenti

### Grandi giri
- Giro d'Italia

2001: 90º
2006: 105º
2007: 113º
- Tour de France

2002: 140º
2005: 98º
2007: 122º
- Vuelta a España

2003: non partito (6ª tappa)
2004: 82º
2005: 82º

### Classiche
- Milano-Sanremo

2002: 60º
2003: 51º
2004: 80º
2005: 100º
2006: ritirato
- Giro delle Fiandre

2003: 89º
2004: 116º
2006: 88º
2007: 67º
- Parigi-Roubaix

2003: 39º
2004: 51º
2005: 31º
2006: 45º
2007: 80º
- Liegi-Bastogne-Liegi

2002: 118º
- Giro di Lombardia

2000: ritirato
2001: ritirato
2002: ritirato
2006: ritirato